# Kasseler Sport-Verein Hessen Kassel 2008-2009
Questa voce raccoglie le informazioni riguardanti il Kasseler Sport-Verein Hessen Kassel nelle competizioni ufficiali della stagione 2008-2009.

## Stagione
Nella stagione 2008-2009 l'Hessen Kassel, allenato da Mirko Dickhaut, concluse il campionato di Regionalliga sud al 2º posto.

## Rosa
| N. |                        | Ruolo | Calciatore          |
| -- | ---------------------- | ----- | ------------------- |
| 1  | Germania (bandiera)    | P     | Dennis Lamczyk      |
| 2  | Afghanistan (bandiera) | D     | Yusuf Barak         |
| 3  | Germania (bandiera)    | D     | Christoph Keim      |
| 4  | Kosovo (bandiera)      | D     | Mentor Latifi       |
| 5  | Germania (bandiera)    | C     | Sebastian Busch     |
| 5  | Germania (bandiera)    | C     | Philipp Herbold     |
| 6  | Germania (bandiera)    | D     | Thorsten Schönewolf |
| 7  | Germania (bandiera)    | C     | René Ochs           |
| 8  | Germania (bandiera)    | C     | Enrico Gaede        |
| 9  | Germania (bandiera)    | A     | Lukas Lenz          |
| 10 | Germania (bandiera)    | A     | Thorsten Bauer      |
| 12 | Germania (bandiera)    | P     | Tobias Wolf         |
| 13 | Germania (bandiera)    | C     | Daniel Möller       |

| N. |                        | Ruolo | Calciatore            |
| -- | ---------------------- | ----- | --------------------- |
| 15 | Germania (bandiera)    | D     | Dominik Suslik        |
| 16 | Germania (bandiera)    | D     | Sascha Streubert      |
| 17 | Afghanistan (bandiera) | C     | Harez Habib           |
| 18 | Germania (bandiera)    | C     | Ricky Wittke          |
| 19 | Spagna (bandiera)      | C     | Antonio Bravo Sanchez |
| 20 | Germania (bandiera)    | C     | Kevin Wölk            |
| 21 | Germania (bandiera)    | D     | Florian Heussner      |
| 22 | Germania (bandiera)    | D     | Jan Hanske            |
| 23 | Germania (bandiera)    | D     | Marcel Lenz           |
| 24 | Germania (bandiera)    | C     | Sebastian Pilch       |
| 25 | Germania (bandiera)    | C     | Dennis Tornieporth    |
| 27 | Stati Uniti (bandiera) | A     | Michael Mason         |
| 32 | Germania (bandiera)    | D     | Sebastian Gundelach   |

## Organigramma societario
Area tecnica
- Allenatore: Mirko Dickhaut
- Allenatore in seconda: Dominik Suslik
- Preparatore dei portieri: Michael Gibhardt
- Preparatori atletici:
- Analisi video:

## Calciomercato

### Sessione estiva
| Acquisti | Acquisti              | Acquisti              | Acquisti |
| R.       | Nome                  | da                    | Modalità |
| -------- | --------------------- | --------------------- | -------- |
| D        | Yusuf Barak           | FSC Lohfelden         |          |
| C        | Antonio Bravo Sanchez | Baunatal              |          |
| C        | Enrico Gaede          | Siegen                |          |
| C        | Harez Habib           | FSC Lohfelden         |          |
| C        | Philipp Herbold       | Hannover 96 U19       |          |
| D        | Florian Heussner      | Hessen Kassel II      |          |
| D        | Mentor Latifi         | Baunatal              |          |
| A        | Lukas Lenz            | Borussia Dortmund U19 |          |
| D        | Marcel Lenz           | Arminia Bielefeld     |          |
| C        | René Ochs             | Borussia Fulda        |          |
| D        | Sascha Streubert      | Norimberga II         |          |
| C        | Dennis Tornieporth    | Kickers Emden         |          |
| C        | Ricky Wittke          | VfB Pößneck           |          |
| C        | Kevin Wölk            | Bochum II             |          |

| Cessioni | Cessioni         | Cessioni             | Cessioni |
| R.       | Nome             | a                    | Modalità |
| -------- | ---------------- | -------------------- | -------- |
| P        | Oliver Adler     | RW Oberhausen        |          |
| A        | Serdar Bayrak    | Erzgebirge Aue       |          |
| C        | Denis Berger     | Ried                 |          |
| C        | Daniel Beyer     | SV Wilhelmshaven     |          |
| C        | Jan Fießer       | Sandhausen           |          |
| A        | Andreas Haas     | Elversberg           |          |
| D        | Michael Kümmerle | Atromītos Geroskīpou |          |
| C        | Martin Scholze   | Bayer Leverkusen II  |          |
| A        | Erich Strobel    | ASV Durlach          |          |
| A        | Mirko Tanjic     | Baunatal             |          |
| D        | Tobias Willers   | Wuppertal            |          |
| C        | Sebastian Zinke  | SV Wilhelmshaven     |          |

### Sessione invernale
| Acquisti | Acquisti            | Acquisti               | Acquisti |
| R.       | Nome                | da                     | Modalità |
| -------- | ------------------- | ---------------------- | -------- |
| D        | Sebastian Gundelach | Eintracht Braunschweig |          |
| A        | Michael Mason       | TSG Wattenbach         |          |

| Cessioni | Cessioni             | Cessioni | Cessioni |
| R.       | Nome                 | a        | Modalità |
| -------- | -------------------- | -------- | -------- |
| C        | Vyacheslav Petrukhin | Baunatal |          |

## Risultati

### Regionalliga

#### Girone di andata
| Arbitro: | Bärmann |

|            |           |  |
| Pickel 29’ | Marcatori |  |

| Arbitro: | Bandurski |

|                    |           |            |
| Ochs 41’ Bauer 61’ | Marcatori | 65’ Wittke |

| Arbitro: | Wingenbach |

|                      |           |                    |
| Hess 28’ Tsoumou 64’ | Marcatori | 3’ Latifi 90’ Ochs |

| Arbitro: | Athanassiadis |

|                                       |           |           |
| Bauer 21’, 74’, 85’ Keim 39’ Ochs 53’ | Marcatori | 7’ Okpala |

| Heidenheim an der Brenz 20 settembre 2008, ore 14:00 CEST 5ª giornata | Heidenheim | 0 – 0 referto | Hessen Kassel | Albstadion (2 460 spett.)\| Arbitro: \| Beitinger \| |
| Arbitro:                                                              | Beitinger  |               |               |                                                      |

| Arbitro: | Dingert |

|                                                      |           |  |
| Bauer 45’, 56’ (rig.), 68’ Habib 79’ Tornieporth 85’ | Marcatori |  |

| Arbitro: | Schlott |

|                          |           |                         |
| Jovanović 12’ Hübner 21’ | Marcatori | 17’ Schönewolf 90’ Keim |

| Arbitro: | Siewer |

|                |           |                 |
| Bauer 20’, 40’ | Marcatori | 23’ Stroh-Engel |

| Arbitro: | Waldkirch |

|              |           |                                       |
| Bukowski 49’ | Marcatori | 3’ Tornieporth 8’, 37’ Bauer 86’ Wölk |

| Arbitro: | Brauer |

|  |           |             |
|  | Marcatori | 60’ Fischer |

| Arbitro: | Steinberg |

|  |           |                   |
|  | Marcatori | 55’ Keim 78’ Ochs |

| Arbitro: | Kinhöfer |

|                  |           |  |
| Ochs 4’ Bauer 6’ | Marcatori |  |

| Arbitro: | Leicher |

|                                       |           |           |
| Treske 20’ Radojević 65’ Abdullei 90’ | Marcatori | 45’ Bauer |

| Arbitro: | Dittrich |

|                                    |           |            |
| Tornieporth 8’ Habib 54’ Bauer 63’ | Marcatori | 48’ Kaiser |

| Arbitro: | Kampka |

|                  |           |           |
| Hosiner 10’, 81’ | Marcatori | 62’ Bauer |

| Arbitro: | Bartsch |

|  |           |          |
|  | Marcatori | 75’ Lenz |

| Arbitro: | Schönfelder |

|                    |           |            |
| Bauer 12’ Lenz 31’ | Marcatori | 16’ Konrad |

#### Girone di ritorno
| Arbitro: | Robke |

|                         |           |  |
| Bauer 27’, 64’ Keim 62’ | Marcatori |  |

| Arbitro: | Dingert |

|              |           |                   |
| Speranza 50’ | Marcatori | 8’ Ochs 71’ Bauer |

| Arbitro: | Drees |

|                              |           |                  |
| Bauer 24’ (rig.), 89’ (rig.) | Marcatori | 16’, 18’ Vaccaro |

| Arbitro: | Sippel |

|                    |           |                    |
| Reule 55’ Meha 77’ | Marcatori | 47’ Wölk 67’ Bauer |

| Arbitro: | Grudzinski |

|  |           |                 |
|  | Marcatori | 73’ (aut.) Keim |

| Arbitro: | Unger |

|           |           |                             |
| Kurth 78’ | Marcatori | 2’ Habib 14’ Gaede 45’ Ochs |

| Arbitro: | Stark |

|                           |           |  |
| Bauer 6’, 41’ (rig.), 43’ | Marcatori |  |

| Arbitro: | Christ |

|  |           |          |
|  | Marcatori | 53’ Ochs |

| Arbitro: | Osmers |

|                                     |           |  |
| Bauer 14’, 52’ Habib 43’ Möller 70’ | Marcatori |  |

| Arbitro: | Kempter |

|                           |           |                                                                   |
| Krebs 61’ (rig.) Toch 85’ | Marcatori | 32’ Gundelach 41’ Busch 52’ (aut.) Müller 70’ Wölk 77’ Schönewolf |

| Arbitro: | Willenborg |

|           |           |  |
| Bauer 55’ | Marcatori |  |

| Arbitro: | Marx |

|          |           |  |
| Sarı 90’ | Marcatori |  |

| Arbitro: | Winkmann |

|                                 |           |  |
| Gaede 14’, 41’ Bauer 45’ (rig.) | Marcatori |  |

| Arbitro: | Gittelmann |

|                 |           |                    |
| Dotterweich 23’ | Marcatori | 32’ Wölk 84’ Gaede |

| Arbitro: | Hammer |

|                              |           |                                                        |
| Bauer 42’ Gaede 54’ Wölk 69’ | Marcatori | 8’ (aut.) Latifi 18’ Fetsch 49’ Schittenhelm 75’ Manga |

| Arbitro: | Steuer |

|                                           |           |  |
| Bauer 8’ Wölk 23’ Gundelach 50’ Gaede 55’ | Marcatori |  |

| Arbitro: | Kempter |

|            |           |                             |
| Gallus 60’ | Marcatori | 3’ Habib 64’ Bauer 73’ Ochs |

## Statistiche

### Statistiche di squadra
| Competizione     | Punti | In casa | In casa | In casa | In casa | In casa | In casa | In trasferta | In trasferta | In trasferta | In trasferta | In trasferta | In trasferta | Totale | Totale | Totale | Totale | Totale | Totale | DR  |
| Competizione     | Punti | G       | V       | N       | P       | Gf      | Gs      | G            | V            | N            | P            | Gf           | Gs           | G      | V      | N      | P      | Gf     | Gs     | DR  |
| ---------------- | ----- | ------- | ------- | ------- | ------- | ------- | ------- | ------------ | ------------ | ------------ | ------------ | ------------ | ------------ | ------ | ------ | ------ | ------ | ------ | ------ | --- |
| Regionalliga sud | 71    | 17      | 13      | 1       | 3       | 44      | 13      | 17           | 9            | 4            | 4            | 31           | 20           | 34     | 22     | 5      | 7      | 75     | 33     | +42 |
| Totale           | 71    | 17      | 13      | 1       | 3       | 44      | 13      | 17           | 9            | 4            | 4            | 31           | 20           | 34     | 22     | 5      | 7      | 75     | 33     | +42 |

### Andamento in campionato
| Giornata  | 1  | 2  | 3  | 4 | 5 | 6 | 7 | 8 | 9 | 10 | 11 | 12 | 13 | 14 | 15 | 16 | 17 | 18 | 19 | 20 | 21 | 22 | 23 | 24 | 25 | 26 | 27 | 28 | 29 | 30 | 31 | 32 | 33 | 34 |
| --------- | -- | -- | -- | - | - | - | - | - | - | -- | -- | -- | -- | -- | -- | -- | -- | -- | -- | -- | -- | -- | -- | -- | -- | -- | -- | -- | -- | -- | -- | -- | -- | -- |
| Luogo     | T  | C  | T  | C | T | C | T | C | T | C  | T  | C  | T  | C  | T  | T  | C  | C  | T  | C  | T  | C  | T  | C  | T  | C  | T  | C  | T  | C  | T  | C  | C  | T  |
| Risultato | P  | V  | N  | V | N | V | N | V | V | P  | V  | V  | P  | V  | P  | V  | V  | V  | V  | N  | N  | P  | V  | V  | V  | V  | V  | V  | P  | V  | V  | P  | V  | V  |
| Posizione | 14 | 11 | 12 | 6 | 6 | 5 | 6 | 4 | 1 | 6  | 2  | 2  | 2  | 2  | 4  | 4  | 2  | 2  | 2  | 2  | 2  | 2  | 1  | 1  | 1  | 1  | 1  | 1  | 2  | 2  | 2  | 2  | 2  | 2  |

Legenda:

Luogo: C = Casa; T = Trasferta. Risultato: V = Vittoria; N = Pareggio; P = Sconfitta.

### Statistiche dei giocatori
| Y. Barak       | 4  | 0  | 0  | 0 |
| T. Bauer       | 34 | 32 | 4  | 0 |
| S. Busch       | 29 | 1  | 10 | 0 |
| E. Gaede       | 32 | 6  | 4  | 0 |
| M. Gibhardt    | 1  | 0  | 0  | 0 |
| S. Gundelach   | 15 | 2  | 2  | 1 |
| H. Habib       | 28 | 5  | 2  | 0 |
| J. Hanske      | 0  | 0  | 0  | 0 |
| P. Herbold     | 1  | 0  | 0  | 0 |
| F. Heussner    | 24 | 0  | 2  | 0 |
| C. Keim        | 30 | 4  | 6  | 1 |
| D. Lamczyk     | 33 | 0  | 2  | 0 |
| M. Latifi      | 26 | 1  | 3  | 0 |
| L. Lenz        | 17 | 0  | 1  | 0 |
| M. Lenz        | 20 | 2  | 0  | 0 |
| M. Mason       | 1  | 0  | 0  | 0 |
| D. Möller      | 25 | 1  | 6  | 0 |
| R. Ochs        | 33 | 9  | 5  | 0 |
| V. Petrukhin   | 11 | 0  | 0  | 0 |
| S. Pilch       | 1  | 0  | 0  | 0 |
| A. Sanchez     | 2  | 0  | 1  | 0 |
| T. Schönewolf  | 29 | 2  | 2  | 0 |
| S. Streubert   | 10 | 0  | 1  | 0 |
| D. Suslik      | 0  | 0  | 0  | 0 |
| D. Tornieporth | 30 | 3  | 7  | 0 |
| R. Wittke      | 0  | 0  | 0  | 0 |
| T. Wolf        | 1  | 0  | 0  | 0 |
| K. Wölk        | 31 | 6  | 8  | 1 |